# Burman (antiker Staat)
Burman war ein antiker Stadtstaat vor allem im dritten vorchristlichen Jahrtausend, der wahrscheinlich im Norden des heutigen Syriens lag. Burman ist aus Keilschrifttexten von Ebla und Mari bekannt. In den Texten von Ebla sind zwei Könige namentlich überliefert: Enar-Halam und Agi. In den Texten erscheinen auch zwei Königinnen mit Namen. Es handelt sich um Simini-Kù-Babbar und Nadum. Als Königin Simini-Kù-Babbar ein Kind zur Welt brachte, sandte der Hof von Ebla zwei Silbernadeln mit einem goldenen Kopf. Die Beziehungen zu Ebla waren meist freundlich, es gab aber auch Zeiten, in denen sich die Stadt mit anderen gegen Ebla wandte.
Es wurde vorgeschlagen, Tell es-Sweyhat mit Burman zu identifizieren.